# أورديس (جرندة)
بلدية أورديس (بالإسبانية: Ordis) هي بلدية تقع في مقاطعة جرندة التابعة لمنطقة كتالونيا شمال شرق إسبانيا.

## الديموغرافيا
بلغ عدد سكان بلدية أورديس 379 نسمة عام 2011 (وفقاً للمعهد الوطني الإسباني للإحصاء).
| 283 | 291 | 343 | 347 | 366 | 372 | 379 |